# Chủ nghĩa vô thần Kitô giáo
Chủ nghĩa vô thần Kitô giáo là một trường phái thần học trong đó phủ nhận sự hiện hữu của một Thiên Chúa tồn tại độc lập với con người và chỉ tin vào sự mục vụ và các lời giảng dạy đạo đức của Chúa Giêsu. Những người vô thần Kitô cố gắng loại bỏ những "chi tiết cổ tích" trong Kitô giáo và chủ trương tin vào một khái niệm Thiên Chúa theo cách không hoang đường và không thần thoại hóa.
Chủ nghĩa vô thần Kitô là một phạm trù của Giêsu giáo (Jesuism), một phong trào thần học-triết học có nội dung kêu gọi tín đồ chỉ nên xem chúa Giêsu là một Vị Thầy về mặt tư tưởng và đạo đức, chứ không tin Giêsu là thần thánh như các tông phái Kitô chính thống.

## Nội dung đức tin
Thomas Ogletree, Giáo sư Frederick Marquand về Nghiên cứu Đạo đức và Tôn giáo tại Yale Divinity School, liệt kê những niềm tin cơ bản của những người vô thần Kitô như sau:
1. Đối với thời đại hiện nay, Thiên Chúa là không có thật, và cả cách hiểu truyền thống về Thiên Chúa trong thần học cũng là không đúng.
2. Một nền thần học có trách nhiệm cần phải lĩnh hội những yếu tố của nền văn hóa đương đại.
3. Tách biệt khỏi hệ thống nhà thờ hiện tại dưới nhiều mức độ và dạng thức khác nhau.
4. Xác nhận vai trò trung tâm của con người Giêsu trong hoạt động phê bình thần học.

Người vô thần Kitô tin rằng con người phải chịu trách nhiệm cho mọi thứ, có khả năng, sức mạnh để thực hiện các công việc cho bản thân. Tôn giáo không phải để giải thích những vấn đề phức tạp có liên quan đến niềm tin vào các thế lực siêu nhiên, không được chống lại khoa học, và phải dân chủ chứ không phải là hoạt động mang tính phân chia cao thấp. Tôn giáo phải bắt nguồn từ tính nhân bản chứ không phải là thứ ép buộc lên con người bởi một ông Thần quyền năng.

### Khái niệm về Thiên Chúa trong chủ nghĩa vô thần Kitô giáo
Nhìn chung những người vô thần Kitô phủ nhận sự tồn tại của một Thiên Chúa độc lập với con người và có thể chi phối hành động của con người. Họ chỉ xem Thiên Chúa như là hiện thân của tâm trí, lý tưởng của con người và là cách để con người diễn giải các tư tưởng tâm linh dưới dạng thức trữ tình và hữu dụng. Nhà thần học Paul van Buren, người theo chủ thuyết Chúa đã chết cho rằng bản thân từ "Thiên Chúa" là vô nghĩa và lừa dối, việc suy niệm về Thiên Chúa là vô ích và con người không thể nhận diện bất cứ thứ gì có ý nghĩa củng cố hay chống lại sự thật về sự trình bày của con người về "Thiên Chúa". Người vô thần Kitô xem tôn giáo nào mà thoát ly khỏi thế giới tức là quay lưng với sự thật, và đó là một phần lý do khiến họ xem sự hiện diện của Thiên Chúa là chống lại sự phát triển. Thomas J. J. Altizer xem Thiên Chúa là kẻ thù của con người vì sự tồn tại của ông ta làm con người không phát huy được tối đa tiềm năng của mình, và việc ôm cứng vào Thiên Chúa Kitô trong thời đại này là né tránh thực tại của con người thời nay và không thừa nhận sự đau khổ - số phận của con người đó.
Một thiểu số người vô thần Kitô thì tin vào "sự chết của Chúa" theo nghĩa đen. Ví dụ Altizer được giới thức giả biết đến bởi cách tiếp cận của ông về sự chết của Thiên Chúa. Altizier thường bàn về việc "Chúa chết" như là sự kiện mang tính cứu vãn. Trong tác phẩm "Phúc âm của người vô thần Kitô" (The Gospel of Christian Atheism), ông cho rằng mặc dù mọi người hiện tại đều cảm nhận được sự vắng mặt của Thiên Chúa, nhưng chỉ có người Kitô hữu biết rằng Chúa đã chết, rằng sự chết của Chúa là sự kiện chung cùng và không thể đảo ngược, và sự kiện này mở đường cho sự phát triển của tính nhân đạo mới mẻ và tự do đối với con người.

### Vai trò của Giêsu
Người vô thần Kitô không coi Giêsu là thần thánh, nhưng nhân vật Giêsu vẫn có vai trò trung tâm trong học thuyết của họ. Phần lớn người vô thần Kitô xem Giêsu là bậc hiền minh và là người đạo đức, họ chấp nhận những lời dạy đạo đức của Giêsu nhưng phủ nhận tính chất thần thánh của ông. Theo Hamilton, đối với người vô thần Kitô, Giêsu không phải là cội nguồn của đức tin mà là một nơi để cư ngụ và là một lập trường. Người vô thần Kitô xem Giêsu là hình mẫu đức hạnh cho các tín hữu noi theo chứ không phải là thần thánh.
Hamilton cũng viết rằng, tin theo Giêsu có nghĩa là ở bên cạnh người bằng hữu, xóm giềng, quan tâm tới họ, và sống như một con người thực thụ và giúp đỡ người khác cũng như giúp đỡ cho cả nhân loại.

### Học thuyết Kitô giáo và văn hóa, thế giới hiện đại
Những người vô thần Kitô tin tưởng rằng không có thực thể sống nào tồn tại ngoài các sinh vật sống trên Trái Đất và trong vũ trụ này, không có thế giới nào tồn tại ngoài thế giới vật chất hiện tại và không có sự thực nào ngoài trí tuệ con người. Tôn giáo và các văn bản, giáo lý về nó chỉ là một cách thức để bày tỏ niềm tin nội tâm, trải nghiệm tâm linh và ý nghĩa của nó trong cuộc sống, và tranh biện về tôn giáo thực chất chỉ để bàn luận về bản thân, về nội tâm, về cộng đồng và văn hóa, và để bày tỏ các ý niệm phức tạp, mơ hồ bằng một ngôn ngữ dễ hiểu hơn. Vì vậy, "niềm tin" không phải là "tin vào Thiên Chúa" mà là tin vào lý tưởng tâm linh của con người và là sự tổng hợp của thái độ của con người đối với cuộc sống và xã hội.
Những nhà thần học như Altizer và Lyas thường tìm cách tiếp cận văn hóa và khoa học hiện đại và cố gắng tích hợp tôn giáo vào thế giới ngày nay. Altizer lập luận rằng niềm tin tôn giáo và thế giới này không thể nào tách bạch nhau nữa, và những người Kitô giáo triệt để có xu hướng chỉ trích những loại niềm tin mà không chịu hội nhập với thế giới, và phản ứng của Kitô hữu với chủ nghĩa vô thần phải là "chấp nhận và khẳng định". Colin Lyas, giảng viên triết học tại Đại học Lancaster thì khẳng định những người vô thần Kitô đều thống nhất rằng bất cứ giải pháp phù hợp cho các vấn đề thế sự phải có tác dụng làm cho thế giới này dễ chịu hơn và phải hướng tâm trí mọi người đến việc xử lý các vấn đề xã hội diễn ra ngay trong thế giới này.

### Lễ tiết tôn giáo và mối quan hệ với hệ thống giáo hội
Mặc dù không còn tin vào Thiên Chúa thần thánh, người vô thần Kitô vẫn cho rằng cầu nguyện và thi hành lễ tiết tôn giáo là cần thiết, vì nó giúp các tín đồ giao tiếp, chia sẻ lý tưởng với nhau, và cùng khám phá mục đích, ý nghĩa sống của bản thân và cộng đồng tín hữu. Đối với người vô thần Kitô, họ cho rằng cầu nguyện và lễ tiết Kitô là phương tiện hiệu quả để khám phá ý nghĩa cuộc sống và thể hiện các lý tưởng sâu sắc nhất bằng hành động thay vì lời nói.
Theo Thomas Altizer, người Kitô cấp tiến cho rằng học thuyết thần học truyền thống của Giáo hội không còn phù hợp với tinh thần Kitô nữa, và tính chính thống của thần học Kitô không còn ý nghĩa, vì nó không có tác dụng tranh biện về đạo Kitô trong bối cảnh thần học hiện đại. Người Kitô vô thần đã hoàn toàn muốn phủ nhận phần lớn các tín lý Kitô cổ truyền. Altizer cũng khẳng định, đức tin sẽ không trong sáng nếu nó không rộng mở với văn hóa hiện đại, và đức tin trong sáng sẽ không bao giờ đồng nhất nó với truyền thống Kitô cũ của giáo hội, hay với một dạng thức học thuyết hay lễ tiết nào đó. Và đức tin, với ý nghĩa là đức tin Kitô thật sự, không thể hàm chứa sự xác định rõ ràng chung cùng nào, và con người không thể tìm kiếm sự thánh thiêng nếu quay lưng với những "lời báng bổ" mang tính chất cấp tiến của thời đại này.

## Chỉ trích
Trong tác phẩm Mere Christianity, C. S. Lewis phản đối ý tưởng của người vô thần Kitô về chuyện Giêsu chỉ là người thường. Ông cho rằng nếu Giêsu chỉ là người thường thì Giêsu không phải là Vị thầy đạo đức vĩ đại, mà chỉ là một người mất trí hoặc là Quỷ sứ. Như vậy chỉ có thể chấp nhận một là Giêsu là Con Chúa. Luận điểm đó được gọi là Tam đề Lewis. Tuy nhiên luận điểm của Lewis đã bị cáo buộc là ngụy biện. Nhà triết học John Beversluis chỉ ra rằng Lewis đã không cho độc giả thấy các hình ảnh khác của Giêsu, trong đó các hình ảnh khác này không có chứa ý nghĩa nào ghê tởm như vậy cả.